# Henry Raeburn

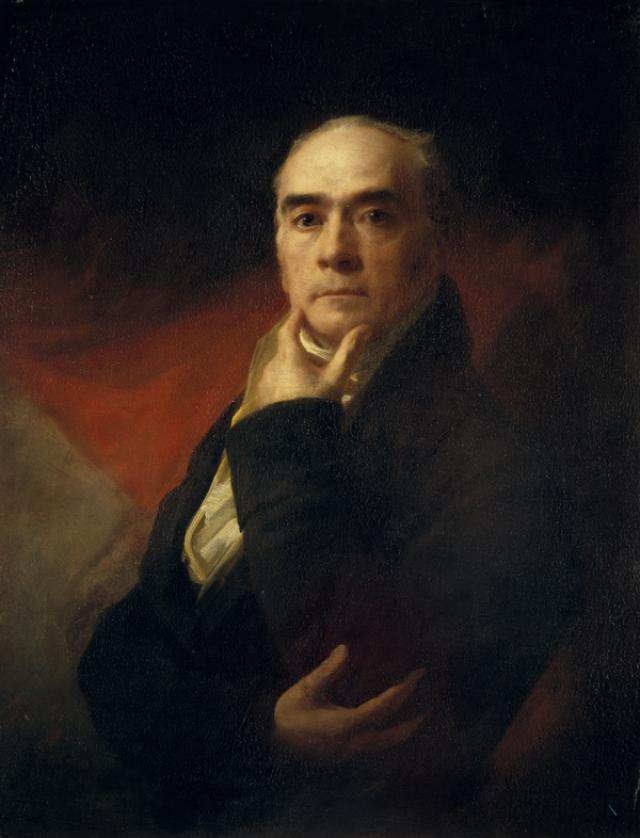
Henry Raeburn, självporträtt cirka 1820.

Henry Raeburn, född 4 mars 1756 i Stockbridge nära Edinburgh, död 8 juli 1823 i Edinburgh, var en skotsk målare och Skottlands första betydande porträttmålare som stannade i Skottland efter samgåendet i United Kingdom. Han hade tjänst som porträttmålare till kung Georg IV i Skottland.

## Biografi
Raeburn var son till en fabrikör i Stockbridge, on the Water Leith, en tidigare by nu inom staden Edinburgh. Hans förfäder tros ha varit soldater, och kan ha tagit namnet "Raeburn 'från en gård i Annandale, som innehades av Sir Walter Scotts familj. Vid femton års ålder blev han lärling hos guldsmeden James Gilliland i Edinburgh, där han gjorde smycken, ringar och liknande, prydda med små teckningar på elfenben. Snart började han göra noggrant utförda porträttminiatyrer med framgång och ökade ut sitt arbete till oljemålning, där han var självlärd. Snart hade han fått tillräcklig skicklighet för att besluta sig för att ägna sig uteslutande åt måleriet. 
I tidiga tjugoårsåldern, blev Raeburn ombedd att måla porträtt av en ung dam som han hade lagt märke till när han gjorde skisser ute i naturen. Hon var dotter till Peter Edgar av Bridgelands och änka efter greve James Leslie av Deanhaugh. Fascinerad av den unge konstnären, blev hon hans hustru inom en månad och tillförde honom en riklig förmögenhet. Förvärvet av rikedom påverkade dock inte hans entusiasm för måleriet, utan sporrade honom att skaffa sig en gedigen kunskap om sitt hantverk. 
I London blev han vänligt mottagen av Sir Joshua Reynolds, ordförande i Royal Academy, som rådde honom att studera i Rom. Efter två års studier i Italien återvände han till Edinburgh 1787, och började en framgångsrik karriär som porträttmålare.

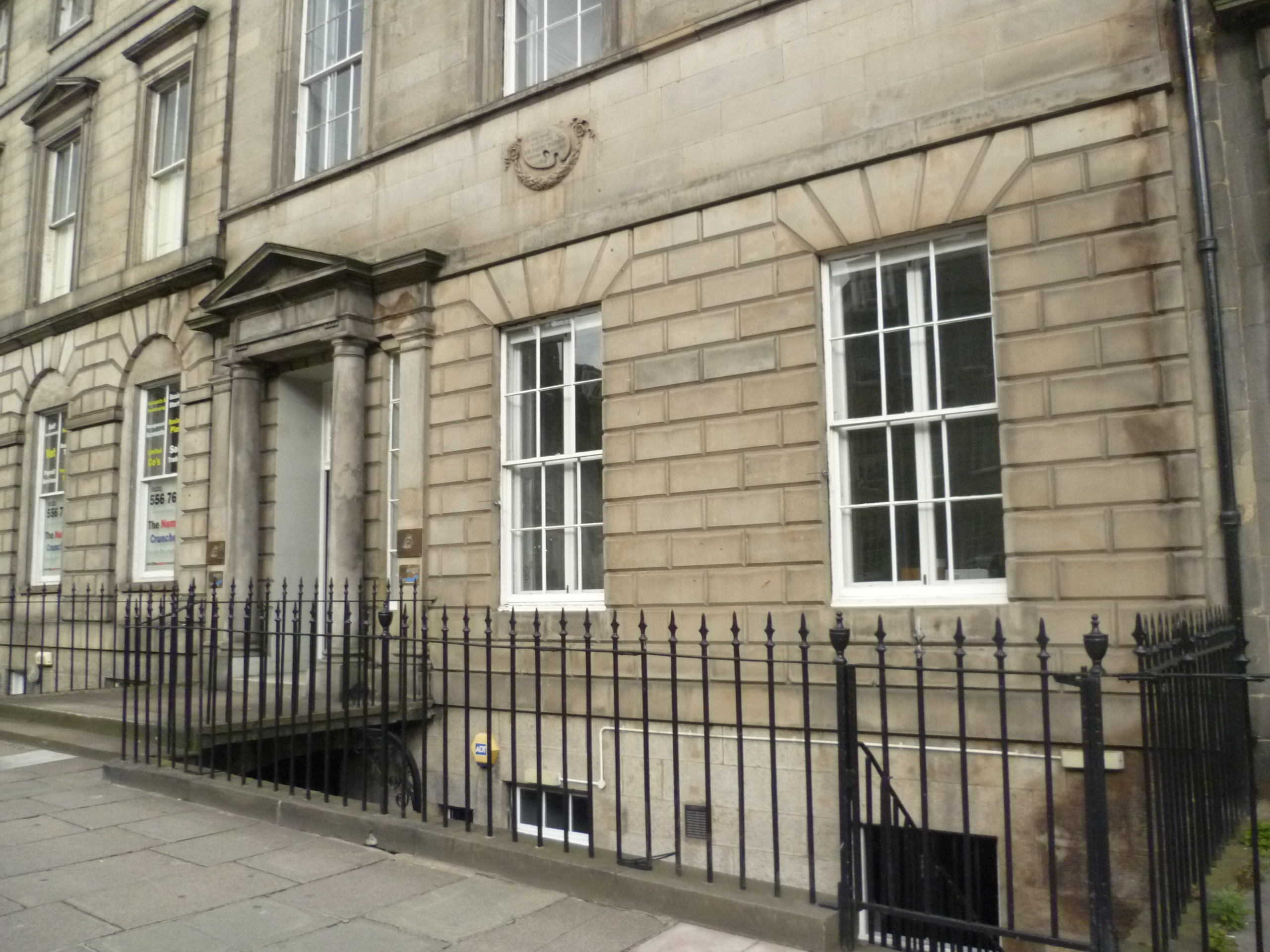
Raeburns ateljé i Edinburgh New Town.

Raeburn tillbringade sitt liv i Edinburgh och besökte sällan London, och då endast under korta perioder, varför han lättare kunde bevara sin individualitet. Även om han personligen, kan ha förlorat fördelar som följer av närmare samarbete med ledarna för engelsk konst, och från kontakt med en bredare publik, har skotsk konst vunnit mycket på hans ovilja att lämna sitt hemland. Han blev erkänd ledare för skolan som växte upp i Skottland under de tidigare åren av 1800-talet, och hans exempel och inflytande i en kritisk period var av stor betydelse.
Raeburn hade alla väsentliga egenskaper hos en populär och framgångsrik porträttmålare. Han kunde producera en talande och strikt likhet och hans arbeten kännetecknas av stark karakterisering, skarp realism, dramatiska och ovanliga ljuseffekter, och snabb och bred hantering av det mest beslutsamma slag. Han gjorde mer än tusen målningar under en tid av femtio år. Han dog i Edinburgh 1823.

## Hedersbetygelser
År 1812 valdes han till ordförande i Society of Artists i Edinburgh. År 1814 blev han associerad och under det följande året fullvärdig medlem av Royal Scottish Academy. Den 29 aug, 1822 adlades han av George IV och utsågs till Hans Majestäts limner vid Earl av Hopetouns hus. 